# ¡Ay, Carmela! (film)
Pour les articles homonymes, voir ¡Ay, Carmela!.
Pour plus de détails, voir Fiche technique et Distribution.
¡Ay, Carmela! est initialement une pièce de théâtre de José Sanchis Sinisterra, devenue un film italo-espagnol réalisé par Carlos Saura, sorti en 1990.
Une version restaurée du film sort le 30 mars 2022.

## Synopsis
En pleine guerre civile espagnole, Paulino et Carmela, deux comédiens ambulants, accompagnés par leur assistant Gustavete, qui chantaient pour les républicains, sont arrêtés en zone contrôlée par les franquistes. Sous la pression de ces derniers, ils acceptent d'animer une dernière soirée offerte à des combattants polonais des Brigades internationales qui ont été capturés et vont être fusillés le lendemain. Les deux comédiens recyclent le spectacle qu'ils présentaient habituellement aux républicains en une représentation qui ridiculise d'abord les Polonais, à la grande satisfaction des franquistes ; puis Carmela, censée ridiculiser la République, exprime sa haine contre les franquistes et se fait fusiller par un soldat du public, vêtue du drapeau Républicain.

## Fiche technique
- Titre : ¡Ay, Carmela!
- Réalisation : Carlos Saura
- Scénario : Carlos Saura et Rafael Azcona, d'après la pièce éponyme de José Sanchis Sinisterra
- Décors : Rafael Palmero
- Costumes : Rafael Palmero, Mercedes Sánchez
- Photographie : José Luis Alcaine
- Son : Gilles Ortion, Alfonso Pino
- Montage : Pablo G. del Amo
- Musique : Alejandro Masso
- Production : Victor Albarran
- Production exécutive : Andrés Vicente Gómez
- Sociétés de production :
  -  Iberoamericana Films Internacional, Televisión Española
  -  Ellepi Films
- Société de distribution :  France Colifilms Distribution
- Pays d'origine :  Espagne,  Italie
- Langue originale : espagnol, polonais, italien
- Format : couleur (Eastmancolor) — 35 mm — son Ultra Stéréo
- Genre : Drame, film historique
- Durée : 102 min
- Dates de sortie :
  - Espagne : 15 mars 1990 (première à Madrid)
  - France : 25 septembre 1991

## Distribution
- Carmen Maura : Carmela
- Andrés Pajares : Paulino
- Gabino Diego : Gustavete
- Maurizio Di Razza : Lieutenant Ripamonte
- Edward Żentara : l'officier polonais
- Miguel Rellan (es) : l'interrogateur
- Víctor Manuel Mendoza : un officiel

## Récompenses
- Le film a obtenu 13 Goyas du cinéma espagnol en 1991 :
  - Meilleur film
  - Meilleur réalisateur (Carlos Saura)
  - Meilleur acteur (Andrés Pajares)
  - Meilleure actrice (Carmen Maura)
  - Meilleur acteur dans un second rôle (Gabino Diego)
  - Meilleure adaptation (Carlos Saura et Rafael Azcona)
  - Meilleurs effets spéciaux (Reyes Abades)
  - Meilleur montage (Pablo González del Amo)
  - Meilleur son (Gilles Ortion et Alfonso Pino)
  - Meilleurs décors (Rafael Palmero)
  - Meilleur direction de production (Víctor Albarrán)
  - Meilleurs costumes (Rafael Palmero et Mercedes Sánchez)
  - Meilleur maquillage (José Antonio Sánchez et Paquita Núñez)
- Prix du cinéma européen de la meilleure actrice lors de la 3e cérémonie des prix du cinéma européen pour Carmen Maura

## Autour du film
« ¡Ay, Carmela! » est le refrain et l'un des titres (El paso del Ebro, El Ejército del Ebro, Viva la quince brigada...) des nombreuses versions d'une chanson populaire espagnole, née en 1808 dans la Guerre d'indépendance espagnole contre Napoléon Ier et reprise plus tard par les soldats républicains et les volontaires des Brigades internationales pendant la Guerre civile (1936-1939). Le titre, comme les paroles, comme le refrain (« ¡Ay, Manuela! » pour Viva la quince brigada), varient donc avec les époques :
Mais rien ne pourront les bombes

Rumba la rumba la rumba la

Contre nos cœurs enflammés

¡Ay, Carmela!, ¡Ay, Carmela!

## La pièce de théâtre
Le film est inspiré de la pièce de théâtre de José Sanchis Sinisterra créée en 1987, qui déploie une intrigue similaire avec les deux seuls personnages principaux.